# Марк Анній Лібон (консул-суфект)
Марк Анній Лібон (лат. Marcus Annius Libo; ? — 163) — державний діяч часів Римської імперії, консул-суффект 161 року.

## Життєпис
Походив зі знатного роду Анніїв. Син Марка Аннія Лібона, консула 128 року, та Фунданії. Завдяки родинним зв'язкам, що були пов'язані з династією Антонінів. Зробив швидку кар'єру.
У 161 році став консулом-суффектом разом з Квінтом Камурієм Нумізієм Юніором. У 162 році призначений імператорським легатом-пропретором провінції Сирія. Втім раптово помер у 163 році.